# Kaiserliche Oberpostdirektion (Chemnitz)

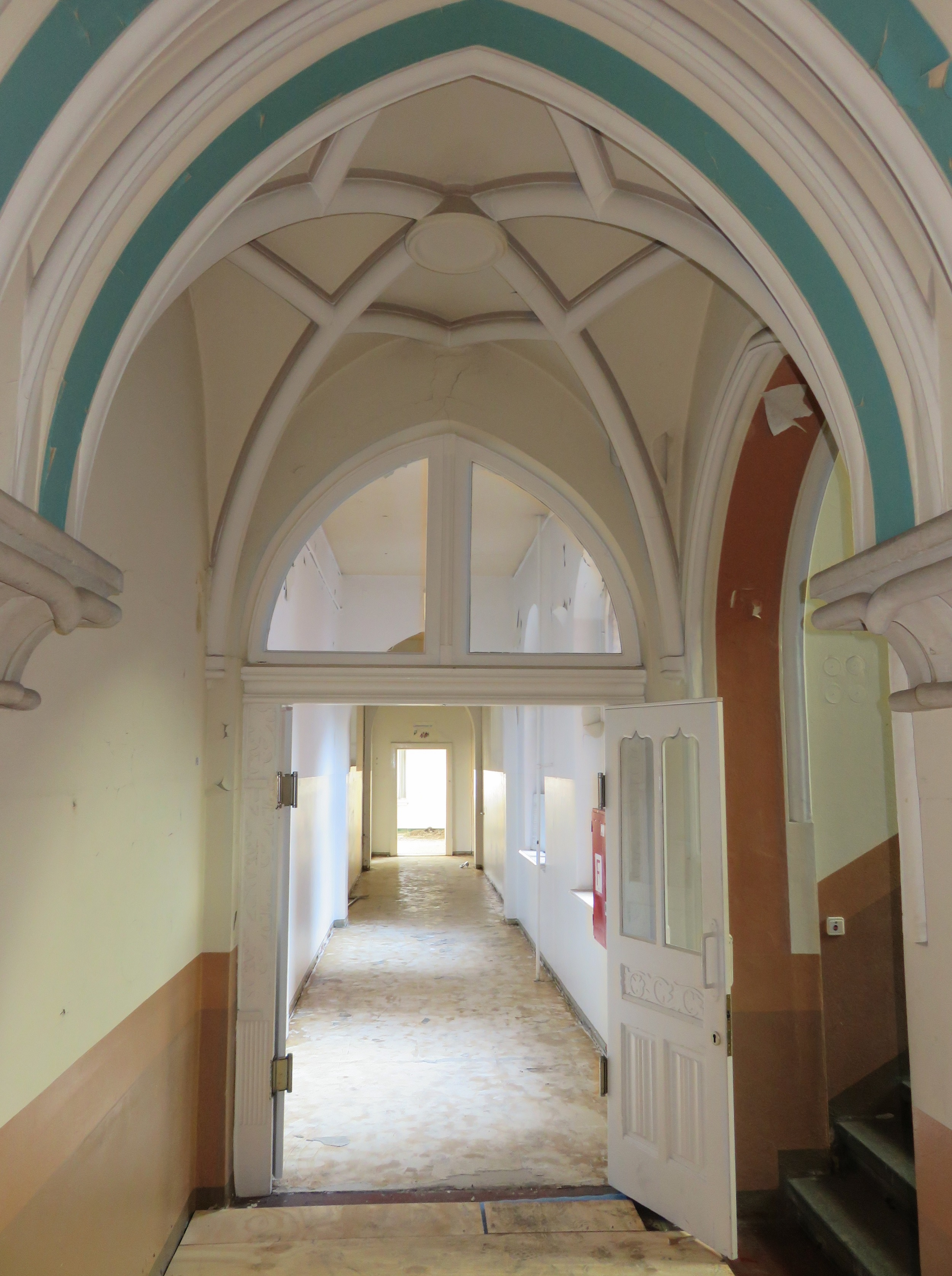
Treppenhaus

Das Verwaltungsgebäude der ehemaligen Kaiserlichen Oberpostdirektion Chemnitz wurde 1902–1904 erbaut und ist ein bedeutender Profanbau im Stil des Historismus in Chemnitz, der an der Reichsstraße am Stephansplatz auf dem Kaßberg steht.

## Geschichte
In der zweiten Hälfte des 19. Jahrhunderts wuchsen im Zuge der Industrialisierung Wirtschaft und Handel besonders stark, weswegen auch eine Neuorganisation des Postwesens der einzelnen deutschen Staaten nötig wurde. Nach der Reichsgründung von 1871 leitete Heinrich von Stephan als Generalpostmeister und Staatssekretär im Kaiserlichen Reichspostamt die Vereinheitlichung und Zusammenfassung zur Reichspost. In diesem Zusammenhang entstanden die Oberpostdirektionen, deren Bezirke sich – wie schon bei den verschiedenen Vorgänger-Institutionen – meist an den tradierten staatlichen Verwaltungsstrukturen orientierten.
Am 1. Juli 1897 wurde im Reichspostamt entschieden, für die Kreishauptmannschaft Chemnitz und die Kreishauptmannschaft Zwickau eine solche Verwaltungseinheit aus der von Leipzig auszugliedern und in Chemnitz einzurichten. 770 Beamte und Unterbeamte bewältigten zu jener Zeit 15 Millionen ein- und 18,5 Millionen ausgehende Sendungen. Der Rat der Stadt stellte 6500 m² Baugrund für den Neubau eines Verwaltungsgebäudes kostenlos zur Verfügung. Der Architekt und Reichspost-Baubeamte Ernst Hake erstellte den Vorentwurf, die weitere Bauplanung und Oberbauleitung übernahmen die Baubeamten Deez und Schmetting beim Reichspostamt. Der Bildhauer Georg Müller und der Steinmetz-Obermeister Ernst Morgenstern fertigten den plastischen Schmuck des Gebäudes, in dem am 1. Juli 1904 der Betrieb aufgenommen wurde. Ein Geheimer Oberpostrat, acht Oberposträte, sieben Posträte und weitere 117 Mitarbeiter arbeiteten in der Oberpostdirektion und steuerten in ihrem Verwaltungsbezirk 6125 Beamte, Unterbeamte, Posthalter und Postillione.
Das Gebäude wurde während der Luftangriffe im Zweiten Weltkrieg 1944/1945 schwer beschädigt. Nach Bausicherungsmaßnahmen zog in das Gebäude die Betriebsberufsschule für Fernmeldewesen (BBS „Alfons Pech“) der Deutschen Post ein. Gleichzeitig befand sich auch ein Lehrlingswohnheim im Gebäude. Ab 2019 wurde das Gebäude in eine Senioren-Wohn- & Tagespflege der advita als „Haus Am Kassberg“ umgebaut und im Sommer 2021 eröffnet.

## Architektur
Das Gebäude selbst ist ein sehr repräsentativer neugotischer Bau. Aus Sandstein gearbeitete neugotische Tür- und Fenstergewände, Pilaster, Rosetten, Kreuzblumen und Krappen verteilen sich über alle Fassaden bis hinauf zu den märchenhaft verspielten Reliefs der Zwerchgiebel. Hier kriechen Lurche und Schnecken unter alten Eichen, Brieftauben flattern durch das dichte Laub, ein Fuchs lauert einem Hasen auf und ein Eichhörnchen hockt im Geäst. Die Funktion des Gebäudes und der Wirkungsbereich der Behörde werden durch sechs kleinere und vier (früher fünf) größere Glasmosaike auf goldenem Grund dargestellt.